# Dexametasona

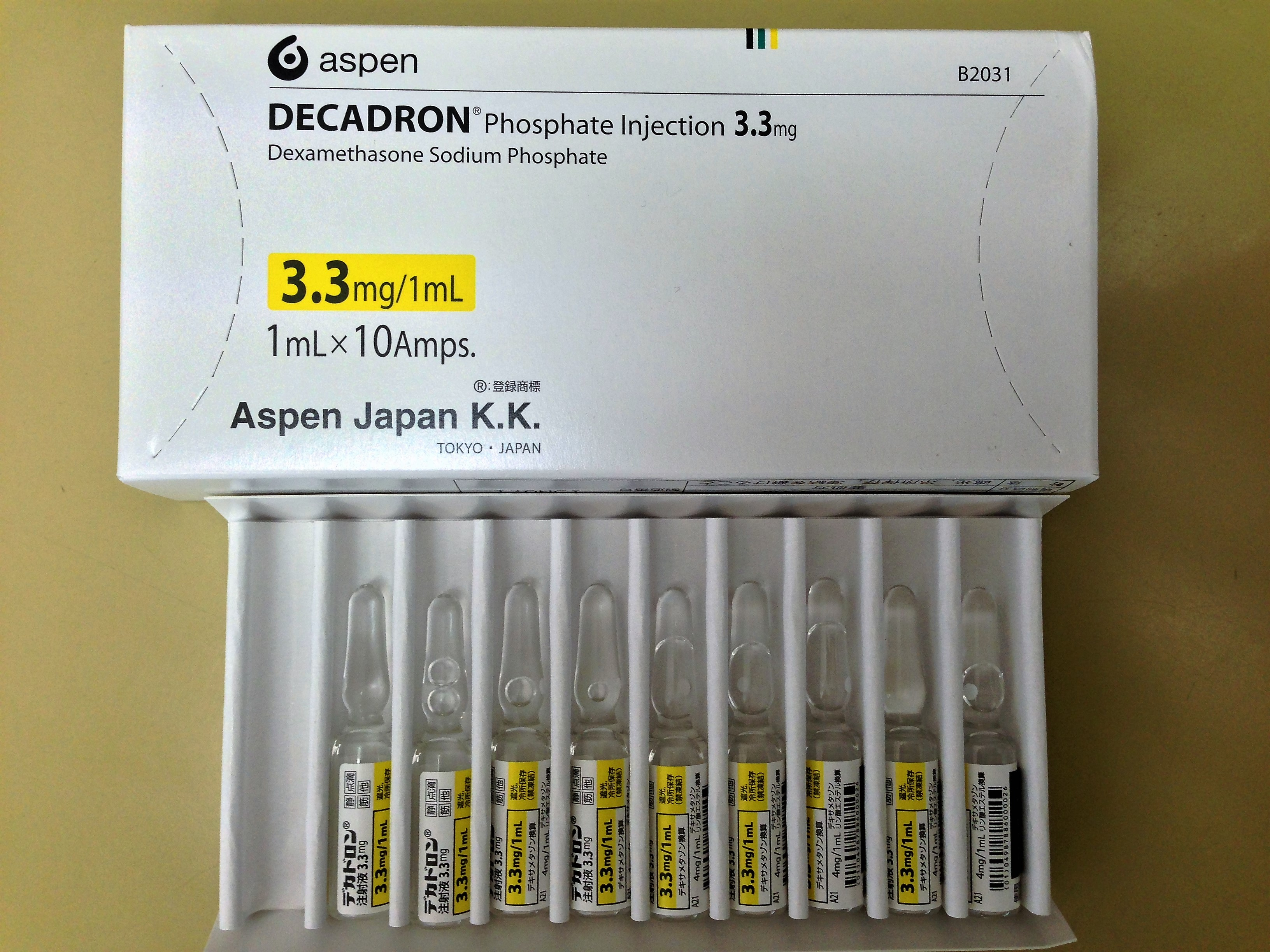
Dexametasona

Dexametasona é um medicamento corticosteroide usado no tratamento de diversas doenças, entre as quais reumatismo, várias doenças da peles, alergias graves, asma, doença pulmonar obstrutiva crónica, crupe, edema cerebral, dor oculas pós-cirúrgica e, em combinação com antibióticos, tuberculose. Em caso de insuficiência adrenal, é administrado associado a um medicamento com maior efeito mineralocorticoide, como a fludrocortisona. Pode ainda ser usado durante um parto pré-termo para melhorar o prognóstico do bebé. Pode ser administrado por via oral, injeção intramuscular ou injeção intravenosa. A dexametasona faz geralmente efeito passado um dia e o efeito dura cerca de três dias.
A administração de dexametasona durante um longo período de tempo pode causar candidíase, perda óssea, cataratas, fraqueza muscular ou facilidade em desenvolver hematomas. Nos Estados Unidos está classificado como categoria C, o que significa que o seu uso durante a gravidez deve ser ponderado para situações em que os benefícios são superiores aos riscos. Na Austrália, está classificado como categoria A, o que significa que é usado com frequência durante a gravidez e não foram encontradas evidências de que causasse malformações no feto. No entanto, a dexametasona não deve ser tomada durante a amamentação. O fármaco possui efeito anti-inflamatório e imunossupressor.
A dexametasona foi produzida pela primeira vez em 1957 e aprovada para uso clínico em 1961. Faz parte da Lista de medicamentos essenciais da Organização Mundial de Saúde. A dexametasona é geralmente um medicamento bastante acessível e barato.

## Usos terapêuticos
É utilizado no tratamento de condições patológicas como:
- Isquemia cerebral
- Prevenção da síndrome da membrana hialina
- Tratamento da síndrome da angústia respiratória em adultos por insuficiência pulmonar pós-traumática
- Tratamento do choque por insuficiência adrenocortical e como coadjuvante do choque associado com reações anafiláticas
- Tratamento de processos alérgicos e inflamatórios graves
- Mal da montanha

### COVID-19
Em junho de 2020, o grupo RECOVERY Trial divulgou um press release que indicava o tratamento com a dexametasona, apresentando redução na mortalidade, porém pela natureza preliminar do comunicado, necessitava-se de estudos de qualidade.
Em setembro de 2020, uma meta-análise, incluindo o artigo do grupo RECOVERY Trial, concluiu o desfecho para pacientes graves: "...a administração de corticosteroides sistêmicos, em comparação com o tratamento usual ou placebo, foi associada a uma mortalidade mais baixa em 28 dias."
Em fevereiro de 2021, um estudo de qualidade foi publicado, concluindo: "Em pacientes hospitalizados com Covid-19, o uso de dexametasona resultou em mortalidade menor(...), mas não entre aqueles que não precisavam de suporte respiratório."
Em agosto de 2021, a Cochrane (grupo britânico de revisão sistemática) apontou, com certeza moderada, que o uso de dexametasona e outros corticoides em ambiente hospitalar reduzem ligeiramente a mortalidade de pessoas com COVID-19. A revisão também sugere pode haver uma redução nos dias sem ventilação mecânica após o uso do fármaco.

## Mecanismo de ação
O fármaco possui efeito anti-inflamatório e imunossupressor. Os corticoides exercem efeitos sobre quase todas as células, influenciando o metabolismo proteico, lipídico e glucídico, o balanço hidreletrolítico, as funções cardiovasculares, renal, da musculatura esquelética, do sistema nervoso e de praticamente todos os tecidos e órgãos. Desempenham um papel importante na homeostasia dos estímulos nóxicos internos e externos.
Os corticosteroides combinam-se com proteínas receptoras citosólicas e, a seguir, esse complexo liga-se à cromatina no núcleo da célula. As RNA polimerases são ativadas, e ocorre transcrição de mRNA específicos, resultando na síntese de proteínas nos ribossomas. Muitas das ações dos glucocorticoides dependem da síntese de proteínas, e deve-se pressupor que essas proteínas sejam elas enzimas ou factores reguladores, controlam as funções celulares apropriadas que determinam os efeitos farmacológicos anteriormente descritos.
Algumas das ações anti-inflamatórias dos corticosteroides podem resultar de seus efeitos inibitórios sobre a síntese de prostaglandinas. Esse efeito também é medido pela síntese de proteínas, visto que os corticosteroides induzem a síntese de transcortina e macrocortina – proteínas que inibem a síntese de prostaglandinas através da inibição da fosfolipase A2. As respostas mediadas por células podem ser inibidas indiretamente pela inibição da produção de determinadas citocinas, incluindo o fator necrosante tumoral e as interleucinas.
Os glucocorticoides exercem efeitos imunossupressores. Inibem as funções dos linfócitos: as respostas das células B e das células T a antígenos são supressas, com consequente comprometimento da imunidade tanto humoral como celular.

## Farmacodinâmica

### Posologia
A dose de dexametasona administrada por via oral é variável e com posologia individualizada, de acordo com a gravidade da doença e a resposta do paciente.
A posologia deve ser diminuída ou a terapêutica suspensa quando a administração for prolongada.
Em situações agudas em que é urgente um alívio rápido são permitidas altas doses, as quais podem ser mesmo exigidas, por um curto período de tempo. Quando os sintomas forem adequadamente suprimidos, a posologia deve ser mantida ao nível mínimo capaz de promover o alívio da dor, sem efeitos hormonais excessivos.

### Relação estrutura-actividade
A dexametasona possui grupos funcionais que são essenciais para a actividade glucocorticoide, e visam diminuir a actividade mineralocorticoide:
- grupo metilo na posição C16
- α-fluor na posição C9
- grupo hidroxilo na posição C11 e C17
- dupla ligação entre C1 e C2

Assim sendo, a dexametasona é um glucocorticoide muito potente, com fraca actividade mineralocorticoide.

### Contraindicações
A relação risco/benefício deve ser estabelecida a uso em doenças como:
- AIDS
- Insuficiência cardiaca congestiva
- Disfunção renal ou hepática grave
- Glaucoma de ângulo aberto
- Tuberculose ativa
- Infeções fúngicas, bacterianas ou virais
- Diabetes

### Precauções
- Deve utilizar-se a mais baixa dose possível de corticosteroides para controle da situação em tratamento e, quando viável a redução posológica deverá ser gradual.
- Elevadas doses de dexametasona podem causar elevação da pressão arterial, retenção de sal e água, e aumento da excreção de potássio. Pode ser necessária restrição dietética do sal e suplementação de potássio. Todos os corticosteroides aumentam a excreção de cálcio.
- O álcool pode aumentar risco de efeitos adversos. Deve-se evitar seu consumo.
- Após tratamento prolongado, a suspensão dos corticosteroides pode causar uma síndrome caracterizada por febre, mialgias, artralgias e mal-estar.
- Está contraindicada a administração de vacinas de vírus vivos em indivíduos que estejam recebendo corticosteroides em doses imunossupressoras. Quando se administram vacinas bacterianas ou de vírus inativos a doentes sob corticoterapia, em doses imunossupressoras, pode ocorrer quebra da resposta dos anticorpos. Contudo, podem fazer-se imunizações em doentes que recebem corticosteroides como terapêutica substitutiva.
- A dexametasona pode alterar os valores da glicose sanguínea em doentes diabéticos, causando hiperglicemia, glicosúria e retardamento da cicatrização.
- Os doentes pediátricos tratados com corticosteroides por qualquer via de administração, incluindo a via sistêmica, podem registar uma diminuição da velocidade de crescimento. De forma a minimizar os potenciais efeitos dos corticosteroides no crescimento, os doentes pediátricos devem ser tratados com a dose eficaz mais baixa.

### Interações medicamentosas
A dexametasona pode interagir com:
- Anticoagulantes (varfarina e cumarinas)
- Antiepiléticos (fenitoína e carbamazepina)
- Antifúngicos (anfotericina)
- Barbitúricos (fenobarbital)
- Imunossupressores (metotrexato)
- Vacinas

## Reações adversas
A administração de dexametasona durante um longo período de tempo pode causar candidíase, perda óssea, cataratas, fraqueza muscular ou facilidade em desenvolver hematomass. Nos Estados Unidos está classificado como categoria C, o que significa que o seu uso durante a gravidez deve ser ponderado para situações em que os benefícios são superiores aos riscos. Na Austrália, está classificado como categoria A, o que significa que é usado com frequência durante a gravidez e não foram encontradas evidências de que causasse malformações no feto. No entanto, a dexametasona não deve ser tomada durante a amamentação.
Outros efeitos colaterais possíveis são:
- Hipertensão arterial
- Astenia e miopatia
- Úlcera péptica
- Petéquias
- Eritema
- Acne
- Cefaleia
- Hirsutismo
- Supressão do crescimento em crianças (quando utilizado por um longo período)
- Amenorreia
- Cataratas e glaucoma
- Aumento do peso e apetite
- Náuseas e mal-estar

## Farmacocinética

### Absorção
Os corticosteroides são, em geral, rapidamente absorvidos pelo trato gastrintestinal. Na administração tópica, há absorção local e, consequentemente ocorrem efeitos sistêmicos. As soluções intravenosas são administradas para obtenção de uma resposta rápida, mas as soluções intramusculares permitem efeitos mais prolongados.

### Distribuição
Os corticosteroides são rapidamente distribuídos por todo o organismo. A ligação da dexametasona às proteínas plasmáticas é reversível e menor que na maioria de outros corticosteroides e calcula-se que seja de cerca de 77%. A dexametasona tem elevada afinidade à globulina, mas baixa capacidade de ligação; por outro lado, tem baixa afinidade à albumina, mas alta capacidade de ligação. Somente a fração livre pode entrar nas células e mediar o efeito corticosteroide.
Estes compostos atravessam a placenta, sofrendo mínima inativação. Os corticosteroides são distribuídos pelo leite materno.

### Tempo de meia-vida
- 3h ± 0,8h.

### Metabolização
Os corticosteroides são essencialmente metabolizados no fígado, mas também noutros tecidos. A metabolização lenta dos corticosteroides sintéticos, como a dexametasona, associada a uma baixa ligação às proteínas plasmáticas, explica a elevada potência e a longa duração de ação comparada aos corticosteroides naturais.
Todos os adrenocorticosteroides biologicamente ativos e seus derivados sintéticos, como a dexametasona, têm uma dupla ligação entre C4-C5 e um grupo cetona no carbono C3. O metabolismo dos esteroides envolve a adição sequencial de átomos de oxigênio e hidrogênio, seguida de reações de conjugação formando derivados solúveis em água. A redução da dupla ligação entre C4-C5 ocorre tanto no fígado, como noutros locais, formando compostos inativos. A redução da cetona em C3 para formar o derivado 3-hidroxil formando um tetrahidrocortisol, ocorre unicamente no fígado. Estes compostos com o anel A reduzido são conjugados pelo 3-hidroxil com sulfatos e glucoronídeos por reações enzimáticas que ocorrem no fígado e em menor grau no rim. Os esteres de sulfatos e glucoronídeos são solúveis em água e são os metabolitos predominantemente excretadas na urina.

### Eliminação
A excreção urinária atinge os 65% em 24 horas, sendo a clearance de 3,7±0.9 ml/min/kg. A excreção biliar e a excreção fecal não são significativas.

## Toxicidade

### Efeitos tóxicos
Os efeitos tóxicos da dexametasona resultam do abandono da terapêutica ou da administração prolongada de doses suprafisiológicas. Sintomas e sinais tóxicos raramente ocorrem com a administração de dexametasona num período de tratamento inferior a 3 semanas. O problema mais frequente associado ao abandono da terapêutica é o agravamento da doença à qual foi prescrita a dexametasona.
A terapêutica prolongada com doses suprafisiológicas de corticosteroides pode ter consequências como:
- Glaucoma
- Cataratas
- Disritmias
- Morte súbita
- Enfarte do miocárdio
- Hipertensão
- Convulsões
- Distúrbios comportamentais
- Agravamento da Úlcera pética
- Agravamento da Pancreatite
- Perfuração gastrintestinal em prematuros com elevadas doses
- Miopatia
- Osteoporose
- Osteonecrose
- Aparência cushingoide
- Distúrbios hidreletrolíticos
- Atraso no crescimento
- Atrofia Muscular

A ingestão aguda de dexametasona, mesmo em doses elevadas, raramente provoca problemas clínicos.[carece de fontes?]

### Teratogenicidade
Uma relação risco/benefício é favorável com uma dose única de corticosteroides administrada a grávidas em risco de parto pré-termo. A eficácia é demostrada com a diminuição da mortalidade e morbilidade. Há redução da eficácia quando são prescritos 2 ou mais ciclos de tratamento, na medida em que surgem efeitos adversos graves ao feto, especialmente a nível neurológico.
É racional a prescrição de um ciclo de tratamento de corticosteroides, mas este não deve ser excedido.
Os recém-natos, de mães que receberam doses substanciais de corticosteroides durante a gravidez, deverão ser cuidadosamente observados para detecção de sinais de hipoadrenalismo.

### Síndrome de Cushing e gravidez
O excesso de glucocorticoides faz com que raramente ocorra gravidez em mulheres com síndrome de Cushing, devido à amenorreia ou oligomenorreia, que se evidencia em 75% destas mulheres por inibição da secreção da dexametasona.
Riscos maternais e fetais aumentam quando a gravidez ocorre em mulheres com hipercortisolismo.

### Lactação
Os corticosteroides são eliminados no leite e podem deter o crescimento das crianças, interferir com a produção endógena de corticosteroides, ou causar outros efeitos indesejáveis. Mulheres que tomam doses farmacológicas de corticosteroides são aconselhadas a não amamentar.

## História, sociedade e cultura
A dexametasona foi produzida pela primeira vez em 1957 e aprovada para uso clínico em 1961. Faz parte da lista de medicamentos essenciais da Organização Mundial de Saúde. A dexametasona é geralmente um medicamento bastante acessível e barato.